# تأثیر الکل بر سلامتی

کارشناسان اعتیاد در حوزه‌های روان‌پزشکی، شیمی، فارماکولوژی، پزشکی قانونی، اپیدمیولوژی، و پلیس و خدمات حقوقی درگیر تجزیه و تحلیل دلفی در مورد ۲۰ داروی تفریحی محبوب شدند. الکل در رتبه ششم وابستگی روانی، یازدهم در آسیب جسمی و رتبه دوم در آسیب اجتماعی قرار گرفت.

تأثیر الکل بر سلامتی چند وجهی است. شواهد نشان می‌دهند که اعتیاد به الکل یا مصرف درازمدت آن می‌تواند باعث پیری زودرس شود — که در آن علائم پیری زودتر آشکار می‌شوند — یا باعث فرتوتی گردد که در آن علائم پیری به موقع ظاهر می‌شوند ولی عمیق‌ترند. تأثیرات مصرف بی‌رویه الکل شامل فشارخون بالا، آریتمی قلبی، سرطانهای مختلف، ناهنجاری‌های گوارشی، کمبودهای عصبی-شناختی، پوکی استخوان و مشکلات روانی همچون افسردگی می‌باشد.

## کاهش طول عمر
براساس تحقیقی که در سال ۲۰۱۸ بر روی ۶۰۰ هزار نفر از کسانی که الکل مصرف می‌کنند نشان می‌دهد که به‌طور تخمینی مصرف ۱۰ الی ۱۵ نوشیدنی الکلی در هفته عمر انسان را بین یک تا دو سال کوتاه‌تر می‌کند. به علاوه این محققان هشدار داده‌اند که افرادی که بیش از ۱۸ نوشیدنی در هفته مصرف می‌کنند بین چهار تا پنج سال از عمرشان کاسته خواهد شد. رهنمودهای سال ۲۰۱۶ اداره بهداشت انگلستان بیشتر از ۱۴ واحد در هفته را توصیه نمی‌کند، که شامل ۶ آب جو یا هفت استکان شراب است. نویسندگان پژوهش مذکور که در مجله لنست چاپ شده‌است، می‌گویند یافته‌های آن‌ها رهنمودهای اداره بهداشت را تأیید می‌کند. پژوهشگران که سلامتی و عادتهای الکل نوشیدن را در نوزده کشور بررسی کرده بودند، این مسئله را که هر شخص چقدر از عمرش را در اثر نوشیدن الکل ممکن است از دست بدهد مدل کردند. آن‌ها دریافتند که افرادی که معادل پنج الی ده نوشیدنی در هفته مصرف می‌کنند به اندازه شش ماه از عمرشان کاسته می‌شود.

## قلب
مصرف الکل به ازای هر ۱۲٫۵ واحد اضافه بر رهنمود وزارت بهداشت انگلستان، ریسک بیماری‌های قلبی-ریوی را به شرح زیر افزایش خواهد داد:
- سکته مغزی ۱۴ درصد
- بیماری فشار خون منجر به مرگ ۲۴ درصد
- ایست قلبی ۹ درصد
- آنوریسم آئورت منجر به فوت ۱۵ درصد

در گذشته گفته می‌شد که نوشیدن الکل باعث کاهش ریسک بیماری‌های قلبی غیر کشنده خواهد شد؛ ولی پژوهشگران اعلام کردند که این فایده در مقابل ریسکهای بالاتری که برای انواع دیگر بیماری‌های قلبی ایجاد می‌شود رنگ می‌بازد. مطالعات پیشین می‌گفتند که نوشیدن شراب قرمز برای قلبمان خوب است، ولی برخی محققان گفته‌اند که در اعلام این فواید اغراق شده‌است. به گفته تیم چیکو از دانشگاه شفیلد که در این تحقیق شرکت نداشته‌است، «این تحقیق ثابت کرده‌است که وقتی همه عوامل را کنار هم می‌گذاریم نوشیدن الکل هیچ سودی به سلامتی انسان نمی‌رساند.» وی می‌افزاید، «اگرچه حمله‌های قلبی غیر کشنده در افرادی که الکل مصرف می‌کنند کمتر است ولی ریسک ابتلا به دیگر انواع بیماریها قلبی از جمله حمله قلبی کشنده و سکته مغزی که به خاطر نوشیدن الکل اضافه می‌شود، بر این فایده غالب خواهند شد.»

## مغز
الکل یک سم عصبی قوی (neurotoxin) است. انجمن ملی سوء مصرف و اعتیاد به الکل دریافته که اعتیاد به الکل ممکن است پیری طبیعی را تسریع کند یا باعث پیرذهنی شود. به‌طور خاص، الکل محور اچ پی ای(hypothalamic–pituitary–adrenal axis) را فعال می‌کند که باعث ترشح گلوکوکورتیکوئید می‌شود و در نتیجه باعث بالارفتن سطح هورمونهای استرس می‌شود. حضور درازمدت این هورمونها باعث تسریع فرایند سالخوردگی خواهد شد که خود منجر به تغییرات تدریجی ولی معمولاً فراوان تقریباً در هر سامانه فیزیولوژیکی در بدن انسان خواهد گردید. این تغییرات در مجموع باعث کاهش کارایی و تاب‌آوری کارکرد فیزیولوژیک خواهد شد. استرس مداوم و مصرف مداوم الکل باعث تباهی سلولهای عصبی موجود در هیپوکامپ خواهند شد.همچنین یکی از علل تحلیل مخچه مصرف طولانی الکل می‌باشد که علائم آن ناهماهنگی حرکات بدن، تلو تلو خوردن، تغییر در گفتار و ناهماهنگی در حرکات ظریف مانند: نوشتن، خوردن و … می‌باشد.

## سرطان
بر اساس تحقیقات وزارت بهداشت بریتانیا در سال ۲۰۱۶ نوشیدن الکل اعم از شراب، آبجو و مشروب تقطیر شده در هر اندازه‌ای می‌تواند خطر ابتلا به سرطان را افزایش دهد. نتایج این تحقیقات نشان می‌دهد که مطالعات گذشته احتمالاً فوائد الکل را بیش از حد ارزیابی کرده‌است. یکی از مهم‌ترین نکات این تحقیقات شواهدی است که نشان می‌دهد استفاده از الکل خطر ابتلا به انواع سرطان از جمله در ناحیه دهان، گلو و پستان را افزایش می‌دهد. به علاوه این مطالعات نتیجه مطالعات قبلی که گفته بود نوشیدن اندک الکل خطر ابتلای مردان به بیماری‌های قلبی را کاهش می‌دهد رد کرده‌اند. به گفته مشاور ارشد اداره بهداشت بریتانیا این باور که نوشیدن یک استکان شراب قرمز در روز باعث جلوگیری از بیماری قلبی می‌شود یک افسانه بیش نیست.

## برای مطالعهٔ بیشتر
- نوشیدن 'هر اندازه' الکل برای سلامتی مضر است